# Manfred Harder (Schiedsrichter)
Manfred Harder (* 2. Mai 1947 in Lüneburg; † 20. Mai 2018 ebenda) war ein Fußballschiedsrichter und von 1986 bis 1994 im Bereich des Deutschen Fußball-Bundes (DFB) als Schiedsrichter tätig. In der 2. Bundesliga leitete er zwischen 1986 und 1994 44 Spiele, in der Bundesliga kam er zwischen 1988 und 1994 bei 54 Begegnungen zum Einsatz, ehe er wegen Erreichens der DFB-Altersgrenze (47 Jahre) seine Karriere beendete.
Bis zum Eintritt in den Ruhestand im Mai 2012 war Harder Leiter des Ordnungsamtes der Stadt Lüneburg. Darüber hinaus war er Präsident des Niedersachsenligisten Lüneburger SK Hansa, früher Lüneburger SK.
Nach kurzer, schwerer Krankheit starb Manfred Harder im Mai 2018 im Alter von 71 Jahren in Lüneburg.